# زدينيك لينهارت
زدينيك لينهارت (بالتشيكية: Zdeněk Linhart)‏ هو لاعب كرة قدم تشيكي في مركز الهجوم، ولد في 5 مارس 1994 في تشيسكي بوديوفيتسه في التشيك. شارك مع منتخب التشيك تحت 17 سنة لكرة القدم ومنتخب التشيك تحت 19 سنة لكرة القدم ومنتخب جمهورية التشيك تحت 20 سنة لكرة القدم ومنتخب جمهورية التشيك تحت 21 سنة لكرة القدم. أما مع النوادي، فقد لعب مع سلافيا براغ.

## وصلات خارجية
- زدينيك لينهارت على موقع الاتحاد التشيكي (الإنجليزية)
- زدينيك لينهارت على موقع قاعدة بيانات كرة القدم.إي يو (الإنجليزية)
- زدينيك لينهارت على موقع Soccerway.com (الإنجليزية)